# Salaam Bombay!
Salaam Bombay! är en indisk film från 1988.
Salaam Bombay! blev nominerad i klassen bästa utländska film vid Oscargalan 1988. Filmbolag: Mirabai Production. 